# Arte Moris

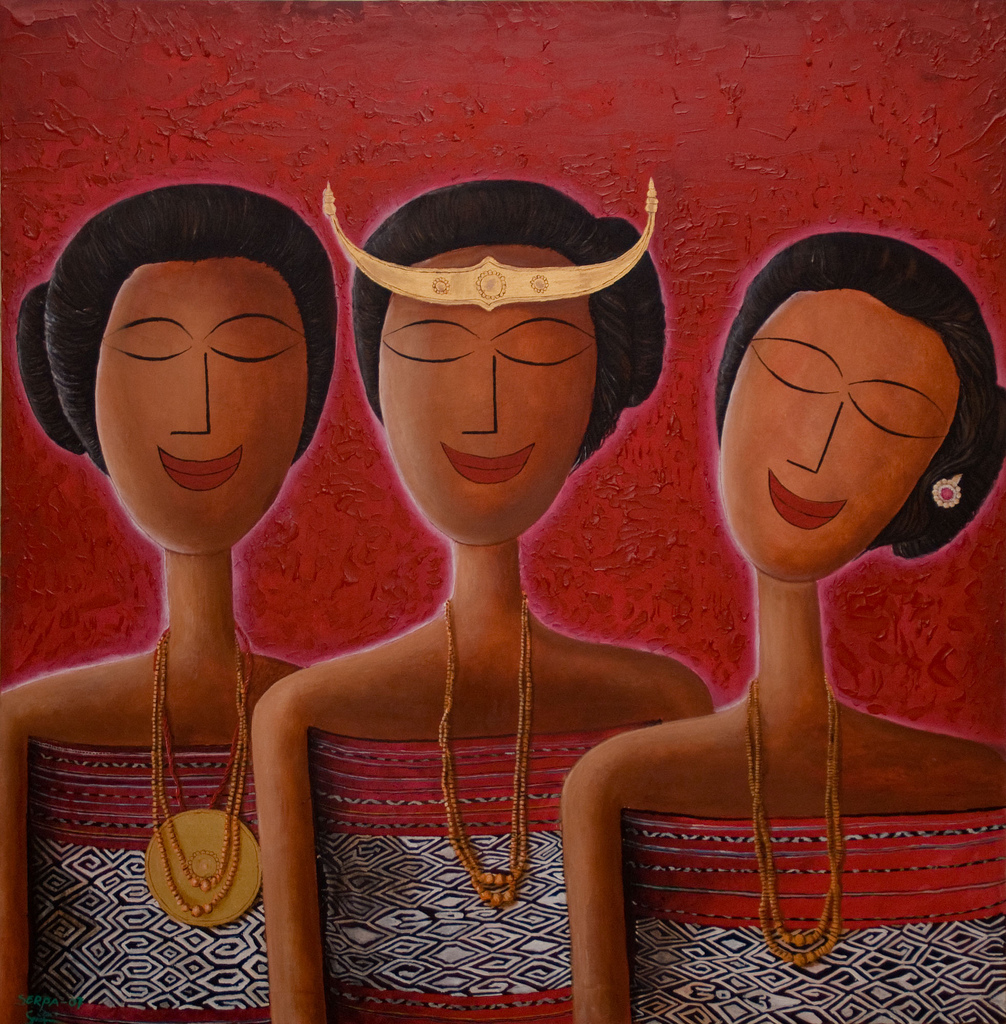
Moderne Malerei von Arte Moris

Arte Moris („Lebendige Kunst“ in Tetum) ist die erste Kunstschule, Kulturzentrum und Künstlervereinigung in Osttimor. Von 2003 bis 2021 hatte sie ihr Zentrum im ehemaligen Provinzmuseum in Madohi (ehemals Comoro), in der Landeshauptstadt Dili. Schirmherr von Arte Moris ist der Friedensnobelpreisträger und Politiker José Ramos-Horta. Bis 2021 durchliefen über zehntausend Osttimoresen verschiedene Künstlerkurse bei Arte Moris.

## Geschichte
Arte Moris wurde im Februar 2003 gegründet, nach der gewalttätigen Besatzungszeit durch Indonesien. „Ihr Hauptziel sollte Kunst als ein Baustein im psychologischen und sozialen Wiederaufbau von einem Land, das von Gewalttätigkeit verwüstet worden ist, mit besonderer Betonung auf die Hilfe seiner jungen Bürger“. Die Idee zu diesem Projekt hatten die Schweizer Gabriela und Luca Gansser († 2019). Noch im selben Jahr stellte der Staatssekretär für Kunst und Kultur der Künstlergruppe das ehemalige Provinzmuseum aus der indonesischen Besatzungszeit mit 40.000 Quadratmetern mietfrei zur Verfügung.
Bei der Expo 2010 waren auch Kunstwerke von Arte Moris im Pavillon Osttimors zu sehen. 2017 fand im Archiv & Museum des timoresischen Widerstands (AMRT) und in der Asia Foundation in Dili die Ausstellung Konsolidarte statt. Künstler waren Tony Amaral, Zito Soares „Xistu“ da Silva und der Portugiese Ricardo Gritto.

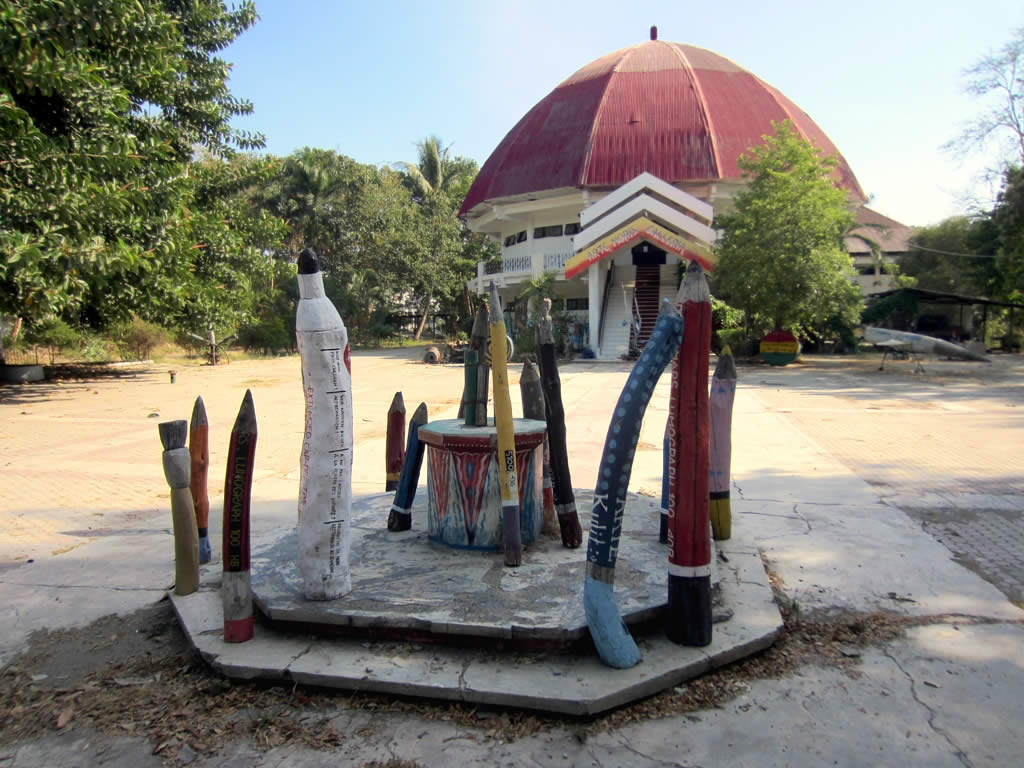
Das frühere Zentrum von Arte Moris in Madohi

2020 erfuhr Arte Moris aus der Presse, dass Premierminister Taur Matan Ruak dem Präsidenten des Conselho dos Combatentes Libertação Nacional (CCLN) Vidal de Jesus das Provinzmuseum der Veteranenorganisation zugesagt habe. Am 8. Juli 2021 wurde der Künstlergruppe der Räumungsbefehl mitgeteilt. Die folgenden Proteste blieben erfolglos. Am 1. Dezember räumten die Behörden das Gebäude. Das Inventar und Kunstwerke wurden draußen auf einen Haufen geworfen, da die Beamten weder Fahrzeuge zum Abtransport, noch einen Lagerraum vorbereitet hatten. Der Erzbischof von Dili Virgílio do Carmo da Silva und Xanana Gusmão im Xanana Reading Room boten den Künstlern Platz an, Bücher und andere Gegenstände unterzubringen. Auch Ramos-Horta bot Platz in seinem Wohnhaus in Meti Aut an. Er kritisierte die Zwangsräumung scharf. er nannte die Entscheidung „traurig und schockierend“ für das Land. Die Regierung habe Arte Moris „getötet“. FRETILIN-Generalsekretär Marí Alkatiri, dessen Partei an der Regierung beteiligt ist, stellte die Art und Weise der Räumung in Frage. Gabriela Ganser, die nun in Italien lebt, erklärte: „Die Arte-Moris-Sammlung ist die erste und einzige große Kunstsammlung aus der Zeit nach Indonesien und bereits Teil des timoresischen Kulturerbes.“ 10 Tage gab es Mahnwachen, bis die Polizei dies unterband.
José Ramos-Horta, Schirmherr von Arte Moris, trat am 20. Mai 2022 zu seiner zweiten Amtszeit als Staatspräsident Osttimors an. Zwei Tage später kündigte an, er werde Arte Moris im Präsidentenpalast Osttimors aufnehmen. Dies soll Teil von der Wiederaufnahme verschiedener Projekte und Veranstaltungen sien, die in der ersten Amtszeit von Ramos-Horta begonnen und zwischenzeitlich beendet wurden.

## Tätigkeit
Arte Moris bietet örtliche Kunstkurse für Timoresen, fördert fortgeschrittene Studenten und organisiert den Verkauf von Kunst in ihrer Galerie und zwei Hotels in Dili. Arte Moris arbeitet auch mit der professionellen Dramaschauspieltruppe Bibi Bulak („Verrückte Ziege“) zusammen. In Baucau gibt es als Ableger das Afalyca Community Arts Centre (ACAC), das nach demselben Muster arbeitet. 2021 gehörten Arte Moris mehr als 100 Personen an, darunter bildende Künstler und Mitglieder der Theaterorganisation Tertil sowie mindestens fünf Musikgruppen, darunter Galaxy und Klamar, zwei der bekanntesten in Osttimor.

## Auszeichnungen
Die bei Arte Moris entstehende Kunst ist vom Stil her sehr breit gefächert, oft aber surrealistisch und zeigt kulturelle Aspekte aus den unterschiedlichen Regionen des Landes. Das Spektrum geht von Malerei, über Bildhauerei und Musik bis Multimedia.
2003 wurde Arte Moris mit einem United Nations Human Rights Awards ausgezeichnet für die „Förderung der Freiheit der Meinungsäußerung mit Hilfe der Kunst.“